# Krandan
Krandan is een bestuurslaag in het regentschap Pati van de provincie Midden-Java, Indonesië. Krandan telt 855 inwoners (volkstelling 2010).